# 北川莉央
北川 莉央（きたがわ りお、2004年3月16日 - ）は、日本の歌手、アイドル。ハロー!プロジェクトの女性アイドルグループモーニング娘。の15期メンバー。東京都出身。アップフロントプロモーション所属。

## 略歴
2019年
- 「モーニング娘。'19 LOVEオーディション」に合格し、6月22日、モーニング娘。への加入が発表された。

2020年
- 1月22日、シングル「KOKORO&KARADA/LOVEペディア/人間関係No way way」でモーニング娘。としてメジャーデビュー。
- 11月12日、初写真集『First Time』を発売。

2021年
- 11月6日、セカンド写真集『莉央 17th summer』を発売。

2022年
- 7月8日、「左足リスフラン関節靱帯損傷」と診断されたことを報告、同月10日に開催されるモーニング娘。'22のコンサートについて、椅子に座り歌唱のみのパフォーマンスとすると発表。同月23日より完全復帰。
- 11月10日、3rd写真集『18's Vacation』を発売。

2023年
- 6月22日、Instagramを開始。
- 8月9日、4th写真集『Refreshing season』を発売。

2024年
- 5月4日、「咽頭炎」と診断されたことを報告し、同日に開催されるモーニング娘。'24のコンサートについて欠席することを発表した。
- 8月16日、「細菌性肺炎」と診断されたことを報告し、同月17日・18日に開催されるハロー!プロジェクト・モーニング娘。'24のイベントについて欠席することを発表した。同月21日、引き続き24日・25日のイベントも欠席することを発表した。
- 10月1日、5th写真集『20th proof』を発売。

2025年
- 4月14日、北川とみられるSNSアカウントによりグループメンバーを誹謗中傷している文章がネット上に拡散されていたことについて、「いま出ているものは全て私が書いたもので間違いありません」と認め、謝罪した。
- 4月17日、「ハロー!プロジェクトのルールに反する事案」を理由として、当面の活動休止が発表される。
- 7月4日、同年秋ごろの活動再開を目指して準備を進めており、同月8日に予定されているモーニング娘。'25の日本武道館公演、および夏に開催予定のハロー!プロジェクトのコンサートツアーについては全日程欠席することが発表された。

## 人物
- 愛称は、おんちゃん[1]、りお[2]、北ちゃん[3]、北川[2]。イメージカラーはシーブルー[2]。
- 血液型O型[4]。身長157 cm[22]。

## 出演

### テレビ
- よるのブランチ（2024年7月10日、TBSテレビ） - ゲスト出演（ 羽賀朱音、横山玲奈、岡村ほまれ、山﨑愛生、櫻井梨央と共に出演）

### ラジオ
- GIRLS♥GIRLS♥GIRLS =FULL BOOST= 「モーニング娘。'21のモーニングダイアリー」（2019年9月5日 - 2021年3月11日、FM-FUJI）

### コンサート
- M-line Special 2023 ～Magical Wish～（2023年8月6日、電気ビルみらいホール、昼夜2公演） - ゲスト出演[23]

## 書籍

### 写真集
- First Time（2020年11月12日、ワニブックス、撮影：LUCKMAN）ISBN 978-4-8470-8318-1[24][7][25]
- 莉央 17th summer（2021年11月6日、ワニブックス、撮影：唐木貴央）ISBN 978-4-8470-8392-1[26][8]
- 18's Vacation（2022年11月10日、ワニブックス、撮影：唐木貴央）ISBN 978-4-8470-8455-3[11]
- Refreshing season（2023年8月9日、ワニブックス、撮影：田畑竜三郎）ISBN 978-4-8470-8505-5[13]
- 20th proof（2024年10月1日、ワニブックス、撮影：下田直樹）ISBN 978-4-8470-8572-7[17]

## 参加ユニット
- モーニング娘。（2019年 - ）
- シャッフルユニット
  - ハロプロ・オールスターズ（2020年）